# Paolo Lorenzi
Paolo Lorenzi (Roma, 15 de diciembre de 1981) es un exjugador italiano de tenis.

## Carrera
Comenzó a jugar tenis a los siete años de edad, introducido en el juego por su hermano mayor Bruno. Su ídolo de pequeño fue Boris Becker y prefiere jugar en pistas de tierra batida al aire libre.

### 2003-2008
En 2003 llegó a semifinales en el Challenger de Trani y cuartos de final en el Challenger de Bucarest. Ganó su primer título de Futuros en el Croacia F3 en arcilla. En 2004 llegó a semifinales en el Challenger de Cordenons y cuartos de final en Challenger de Mantova y Challenger de San Benedetto. En 2005 llegó a cuartos de final en Mantova, Trani y Sunderland. En 2006 ganó su primer título de la categoría ATP Challenger Tour. Ganó el Challenger de Tarragona derrotando en la final a El Aynaoui y llegó a la final en el Challenger de San Luis Potosí perdiendo en la final ante Eitzinger. También hizo semifinales en los challengers de Milán y Constanza y avanzó a cuartos de final en los de Roma, Barcelona y Sevilla. En 2007 avanzó a semifinales en Salinas y cuartos de final en Furth. En 2008, en su tierra natal, capturó los títulos del Italia F2 y del Challenger de Alessandria derrotando en la final a Vagnozzi.

### 2009
En 2009, tras una excelente temporada compitiendo principalmente en el Challenger Tour logró ingresar por primera vez en entre los 100 mejores tenistas del mundo. Su mejor posición la alcanzó en noviembre de ese año al alcanzar el puesto n.º 83 del escalafón mundial. Lorenzi es entrenado por Claudio Galoppini.

### 2010
Obtuvo un global de partidos ganados-perdidos de 3-15 en eventos ATP. Hizo su debut en la Copa Davis enfrentándose a los Países Bajos. Ganó el Challenger de Rimini derrotando a Federico Delbonis en la final y fue finalista en el Challenger de Pereira perdiendo la final ante el colombiano Santiago Giraldo.

### 2011
El italiano recopiló sus mejores resultados en el circuito Challenger con un récord de 39-21 partido con títulos en el Challenger de Pereira (derrotó a Dutra Silva) en abril y Challenger de Ljubljana (derrotó a Zemlja) en septiembre. También llegó a seminales en cuatro ocasiones. Tuvo poca participación en el circuito ATP World Tour con un récord de 2-3, se clasificó en el Masters de Indian Wells donde venció a Ljubicic y posteriormente cayó derrotado ante Richard Gasquet y en el Masters de Roma venció a Naso para perder después ante Rafael Nadal.

### 2012
El N.º 3 italiano terminó en el Top 100 por primera vez en 3 años con su mejor ranking de su carrera hasta el momento logrando la posición número 63. Estuvo fuerte en el circuito Challenger, compilando un récord de 37-10 y un récord de 2-6 en finales. También ganó 8 partidos ATP World Tour. Llegó a las finales en Salinas (perdió ante Guido Pella), Guadalajara (perdió con Thiago Alves), San Luis Potosí (perdió ante Rubén Ramírez-Hidalgo) y Sarasota (perdió ante Sam Querrey), todos en arcilla. Ganó el título en el Challenger de Cordenons derrotando en la final al español Daniel Gimeno-Traver. Un mes más tarde, llegó a la final en casa en el Challenger de Todi perdiendo esta vez ante Alex Kuznetsov. Jugó en todos los torneos de Grand Slam y perdió en primera ronda, cayendo ante el número 1 Novak Djokovic en el Abierto de Australia y Abierto de Estados Unidos. Ante el número 13 del mundo Nicolás Almagro en Roland Garros y ante Nicolas Mahut en 5 sets en Wimbledon.

### 2013
Alcanzó los cuartos de final en el Torneo de Doha cayendo derrotado ante el español David Ferrer, Torneo de Viña del Mar (perdió ante Jeremy Chardy), Torneo de Acapulco (perdió ante Ferrer nuevamente) y Torneo de Houston (perdió ante Nicolás Almagro). Cosechó un récord de 0-5 en partidos de cuartos de final. Rompió el Top 50 el 4 de marzo en la posición n.º 49. En los torneos de Grand Slam, terminó con un récord de 0-4 y cayó en primera ronda en el Australian Open (perdió ante Kevin Anderson), Roland Garros (perdió con Kamke), Wimbledon (perdió con De Schepper) y Abierto de EE. UU. (perdió ante Berdych). En Challengers, acumuló un récord de 15-8 y llegó a semifinales en cuatro ocasiones, tres de ellos en torneos italianos. En dobles junto a su compatriota Potito Starace, ganó el título en Viña del Mar venciendo en la final a la pareja formada por Rafael Nadal y Juan Mónaco para ganar su primer torneo de la categoría ATP World Tour. Cosechó un registro de 8-13 en arcilla, 4-10 en asfalto y 1-2 en hierba. Obtuvo un récord personal de $ 437 011.

### 2014
Comenzó el año disputando la final del Challenger de Bucaramanga 2014 cayendo derrotado ante el local Alejandro Falla por 5-7, 1-6. Posteriormente disputó el Challenger de Chitré 2014 en Panamá cayendo en semifinales ante Wayne Odesnik. En febrero disputó dos torneos del ATP World Tour. Primero disputó el Torneo de Viña del Mar ganando en primera ronda al colombiano Alejandro González y cayendo derrotado en segunda ronda ante el español Guillermo García-López. Después con buen suceso disputó el Torneo de San Pablo 2014 donde alcanzó la final. En su camino venció a Pere Riba, Rogerio Dutra Silva, Juan Mónaco y al número 12 del mundo Tommy Haas. Perdió la final ante el argentino Federico Delbonis por 6-4, 3-6, 4-6. En abril ganó el Challenger de San Luis Potosí 2014 en individuales derrotando en la final al español Adrián Menéndez cómodamente por 6-3 y 6-1.

## Títulos ATP (2; 1+1)

### Individuales (1)
| Leyenda                         |
| Grand Slam (0)                  |
| ATP Wourld Tour Finals (0)      |
| ATP Masters 1000 World Tour (0) |
| ATP World Tour 500 (0)          |
| ATP World Tour 250 (1)          |

| N.º 1 | Fecha               | Torneo    | Superficie    | Oponente en la final | Resultado |
| ----- | ------------------- | --------- | ------------- | -------------------- | --------- |
| 1.    | 23 de julio de 2016 | Kitzbühel | Tierra batida | Nikoloz Basilashvili | 6-3, 6-4  |

#### Finalista (3)
| N.º 1 | Fecha                 | Torneo    | Superficie    | Oponente en la final | Resultado           |
| ----- | --------------------- | --------- | ------------- | -------------------- | ------------------- |
| 1.    | 2 de marzo de 2014    | São Paulo | Tierra batida | Federico Delbonis    | 6-4, 3-6, 4-6       |
| 2.    | 12 de febrero de 2017 | Quito     | Tierra batida | Víctor Estrella      | 7-6(2), 5-7, 6-7(6) |
| 3.    | 23 de julio de 2017   | Umag      | Tierra batida | Andréi Rubliov       | 4-6, 2-6            |

### Dobles (1)
| Leyenda                         |
| Grand Slam (0)                  |
| ATP Wourld Tour Finals (0)      |
| ATP Masters 1000 World Tour (0) |
| ATP World Tour 500 (0)          |
| ATP World Tour 250 (1)          |

| N.º | Fecha                 | Torneo       | Superficie    | Pareja         | Oponentes en la final    | Resultado |
| --- | --------------------- | ------------ | ------------- | -------------- | ------------------------ | --------- |
| 1.  | 10 de febrero de 2013 | Viña del Mar | Tierra batida | Potito Starace | Juan Mónaco Rafael Nadal | 6-2, 6-4  |

#### Finalista (2)
| N.º | Fecha                 | Torneo       | Superficie        | Pareja            | Oponentes en la final             | Resultado |
| --- | --------------------- | ------------ | ----------------- | ----------------- | --------------------------------- | --------- |
| 1.  | 15 de febrero de 2015 | São Paulo    | Tierra batida (i) | Diego Schwartzman | Juan Sebastián Cabal Robert Farah | 4-6, 2-6  |
| 2.  | 14 de febrero de 2016 | Buenos Aires | Tierra batida     | Íñigo Cervantes   | Juan Sebastián Cabal Robert Farah | 3-6, 0-6  |

## Clasificación en torneos del Grand Slam
| Torneo          | 2010 | 2011 | 2012 | 2013 | 2014 | 2015 | 2016 | 2017 | 2018 | 2019 | 2020 | 2021 | G-P |
| --------------- | ---- | ---- | ---- | ---- | ---- | ---- | ---- | ---- | ---- | ---- | ---- | ---- | --- |
| Australian Open | 1R   | A    | 1R   | 1R   | A    | 2R   | 1R   | 2R   | 1R   | Q3   | Q2   | Q1   | 2-7 |
| Roland Garros   | 1R   | A    | 1R   | 1R   | 1R   | 1R   | 1R   | 2R   | 1R   | Q1   | Q1   | Q1   | 1-8 |
| Wimbledon       | 1R   | A    | 1R   | 1R   | 1R   | 1R   | 1R   | 2R   | 2R   | 1R   | --   | Q1   | 2-9 |
| US Open         | A    | A    | 1R   | 1R   | 2R   | 1R   | 3R   | 4R   | 2R   | 3R   | 1R   | Q2   | 9-9 |